# Saranaca apicalis
Saranaca apicalis är en stekelart som först beskrevs av Cresson 1877.  Saranaca apicalis ingår i släktet Saranaca och familjen brokparasitsteklar. Inga underarter finns listade i Catalogue of Life.